# 中田かかし祭
中田かかし祭（なかだかかしまつり）は、富山県高岡市で毎年9月に行われている、かかしをテーマとした祭りである。

## 概要
山形県上山市のかみのやま温泉全国かかし祭を参考に企画され、1983年10月28日から11月3日にかけて、第1回が開催された。
高岡市中田地区の中田コミュニティセンター周辺および中田中央公園を会場としており、藁や木など身近にある材料を使用し、世相を反映したユーモラスなかかしが複数展示される。かかしコンクールの他、様々なイベントも実施される。